# آندراده (بازیکن فوتبال، زاده ۱۹۵۷)
یورگی لوئیز آندراده (به پرتغالی: Jorge Luís Andrade da Silva) هافبک اهل برزیل است که در شهر Juiz de Fora و در تاریخ ۲۱ آوریل ۱۹۵۷ به دنیا آمده‌است.
یورگی لوئیز آندراده در تیم‌های فوتبال فلامینگو سابقهٔ حضور دارد.